# Amet-Chan Sultan

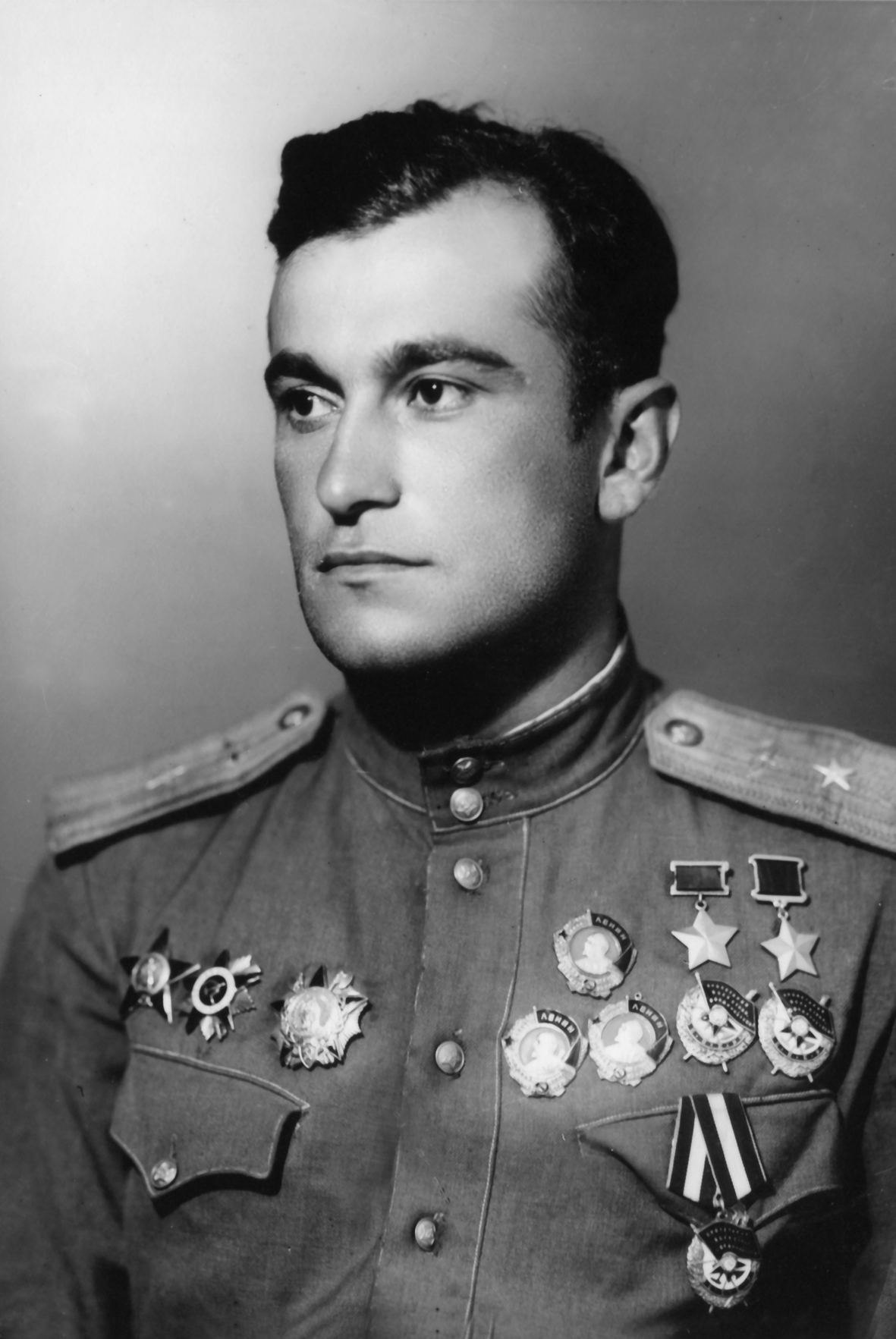
Amet-Chan Sultan

Ehrenmal von Amet-Chan Sultan in Alupka

Amet-Chan Sultan oder Sultan Amet-Chan (krimtatarisch Amet-han Sultan, russisch Амет-Хан Султан; * 25. Oktober 1920 in Alupka; † 1. Februar 1971) war ein sowjetischer Pilot.

## Leben
Er kam zunächst auf der Krim mit dem Segelfliegen in Kontakt. Amet-Chan trat 1939 in die Rote Armee ein und ließ sich zum Militärflieger ausbilden. Die Flugausbildung schloss er 1940 an der Militärfliegerschule Katschinsk ab. Während des Großen Vaterländischen Krieges flog er als Jagdflieger 603 Einsätze auf verschiedenen Flugzeugen und bestritt 150 Luftkämpfe. Die insgesamt 49 bestätigten Abschüsse (19 davon wurden als Gruppenabschüsse gewertet) wurden auf Hawker Hurricane, Jakowlew Jak-7, Bell P-39 und der Lawotschkin La-7 erzielt. Zwei davon, einen He-111-Bomber mit geschlepptem Lastensegler, brachte er 1942 durch Rammen zum Absturz. Er diente im 9. Gardejagdfliegerregiment, einer Eliteeinheit mit ausgesuchten Jagdfliegern.
Amet-Chan gehörte dem Volk der Krimtataren an und war der höchstausgezeichnete Soldat der UdSSR von nichtrussisch/ukrainischer Herkunft.
Nach der Befreiung der Krim 1944 wurde Chans Familie von der Vertreibung der Krimtataren nach Kasachstan auf persönlichen Befehl Stalins ausgenommen.
Nach dem Krieg wurde Amet-Chan Testpilot und flog zunächst bei der „Zivilen Luftflotte“ Flugzeuge ein. Später testete er vorrangig MiG-Flugzeuge. Insgesamt erprobte er etwa 100 Typen.
Sultan Amet-Chan kam 1971 beim Absturz einer Tu-16LL während eines Triebwerkstests ums Leben. Sein Grab befindet sich auf dem Nowodewitschi-Friedhof.

## Ehrungen
Für seine Einsätze und Leistungen erhielt Amet-Chan zahlreiche Auszeichnungen. Er war unter anderem zweifacher Held der Sowjetunion. Diese Auszeichnung erhielt er erstmals im Rang eines Hauptmanns am 24. August 1943 als Staffelkommandeur im 9. GwIAP (Garde-Jagdfliegerregiment), nachdem er innerhalb von zwei Tagen vier deutsche Kampfflugzeuge abgeschossen hatte. Ein zweites Mal wurde ihm diese Auszeichnung als Major am 29. Juni 1945 verliehen. Er war ferner dreifacher Leninorden- und fünffacher Rotbannerordenträger und „Verdienter Testpilot“. 1953 erhielt Amet-Chan den Staatspreis.
Der Asteroid (6278) Ametkhan wurde am 28. Januar 2002 nach ihm benannt. Zudem trägt der Flughafen Machatschkala seinen Namen.
Anlässlich seines 100. Geburtstages gab die Nationalbank der Ukraine 2020 ihm zu Ehren eine 2-Hrywnja-Gedenkmünze heraus.

## Sonstiges
Nach einem zeitgenössischen Witz warfen im Zweiten Weltkrieg deutsche Flugzeuge Flugblätter mit dem Bild von Hermann Graf, einem erfolgreichen deutschen Jagdflieger, über dem Stützpunkt von Chans Staffel ab. Daraufhin scherzten die sowjetischen Piloten: „Die Faschisten haben einen Grafen, aber wir haben sowohl einen Sultan wie einen Khan in einer Person!“